# The Time of Our Lives
"The Time of Our Lives" là một bài hát được thu âm theo phong cách operatic pop bởi ban nhạc đa quốc gia Il Divo và ca sĩ nhạc R&B người Mỹ Toni Braxton, được chọn làm bài hát chính thức của giải vô địch bóng đá thế giới 2006. Viết bởi Jörgen Elofsson và do Steve Mac sản xuất, bài hát đã xuất hiện trên album biên tập Voices from the FIFA World Cup (2006) và album phòng thu thứ năm được phát hành lại năm 2006) ở châu Âu của Braxton, album Libra (2005).
Il Divo và Braxton đã biểu diễn"The Time of Our Lives"trong buổi lễ mở đầu World Cup 2006 tại sân Allianz Arena tại Munich vào ngày 9 tháng 6, 2006. Cùng ngày, nó đã được phát hành đĩa đơn ở châu Âu, đạt đến top 10 tại Thụy Sĩ, top 20 ở Đức và Na Uy, top 30 tại Ý và Áo và vị trí 52 trên bảng xếp hạng European Hot 100 Singles.

## Video ca nhạc
Video ca nhạc của đĩa đơn này do Nigel Dick đạo diễn, lấy bối cảnh một sân bóng đá vào buổi tối, những thành viên Il Divo đứng trên sân cỏ còn Braxton được chiếu trên một màn ảnh trình bày bài hát. Xen giữa đoạn video là một vài cảnh từ các trận bóng của FIFA World Cup.

## Các bài hát và định dạng
Đĩa đơn CD châu Âu
1. "The Time of Our Lives" (biên tập cho radio) – 3:18
2. "Isabel"– 4:14

Đĩa đơn maxi châu Âu
1. "The Time of Our Lives" (biên tập cho radio) – 3:18
2. "Isabel"– 4:14
3. "The Time of Our Lives" (bản gốc) – 4:39
4. "Heroe"– 4:17
5. "The Time of Our Lives" (video) - 5:07

## Bảng xếp hạng
| Bảng xếp hạng (2006)               | Vị trí cao nhất |
| ---------------------------------- | --------------- |
| Áo (Ö3 Austria Top 40)             | 24              |
| Bỉ (Ultratip Wallonia)             | 9               |
| Châu Âu (European Hot 100 Singles) | 52              |
| Đức (GfK)                          | 17              |
| Ý (FIMI)                           | 24              |
| Na Uy (VG-lista)                   | 16              |
| Thụy Sĩ (Schweizer Hitparade)      | 8               |